# فوت هیل (کالیفرنیا)
فوت هیل (به انگلیسی: Foothill Farms) یک منطقهٔ مسکونی در ایالات متحده آمریکا است که در شهرستان ساکرامنتو، کالیفرنیا واقع شده‌است. فوت هیل ۱۰٫۸۷۳ کیلومتر مربع مساحت و ۳۳٬۱۲۱ نفر جمعیت دارد و ۴۱ متر بالاتر از سطح دریا واقع شده‌است.